# Carcharhinus priscus
Espèce
Carcharhinus priscus est une espèce éteinte de requins de la famille des Carcharhinidae. 

## Synonymes
- Aprion stellatus, Carcharhinus aff. priscus, Carcharhinus brevis, Carcharhinus cf. priscus, Carcharhinus gr. priscus, Carcharhinus plumbeus priscus, Carcharhinus serratus, Carcharhinus stellatus, Carcharhinus (Aprionodon) macrorhiza, Carcharhinus (Hypoprion) lusitanicus, Carcharias miqueli, Carcharias pervinquierei, Carcharias priscus, Carcharias (Aprion) brevis, Carcharias (Aprion) stellatus, Carcharias (Aprionodon) stellatus, Cestracion priscus, Scyllium priscum, Sphyrna aff. prisca, Sphyrna cf. prisca, Sphyrna prisca, Sphyrna rameti, Zygaena serrata

## Description des dents
Les dents supérieures de ce requin gris sont des dents antérieures presque symétriques avec une couronne droite, haute et triangulaire. La face externe (labiale) est presque plate. Le limite externe de la couronne est rectiligne. La face interne (linguale) est moyennement convexe. Les talons, assez courts et obliques, portent de petits denticules. Les tranchants de la cuspide sont finement, mais nettement, dentelés. La racine est massive et peu étalée, avec un sillon médian vertical. Dans les dents latérales, la cupside s'incline vers la commissure et les branches de la racine s'étalent transversalement. Cependant, les dents inférieures et antérieures possèdent une racine qui s'étale transversalement aussi et présente toujours un sillon médian. La cupside est droite. Les talons sont horizontaux et sont également dépourvus de tranchant. Pour les dents latérales, la couronne est moins haute et descend en arrière.